# کاکتوس‌های ارکیده‌ای
 اپیفیلوم(نام علمی: Epiphyllum) نام یک سرده از تیره کاکتوس است.